# Самоториця
Самоториця (словен. Samotorica) — поселення в общині Хорюл, Осреднєсловенський регіон, Словенія. Висота над рівнем моря: 645,4 м.